# De Vrije

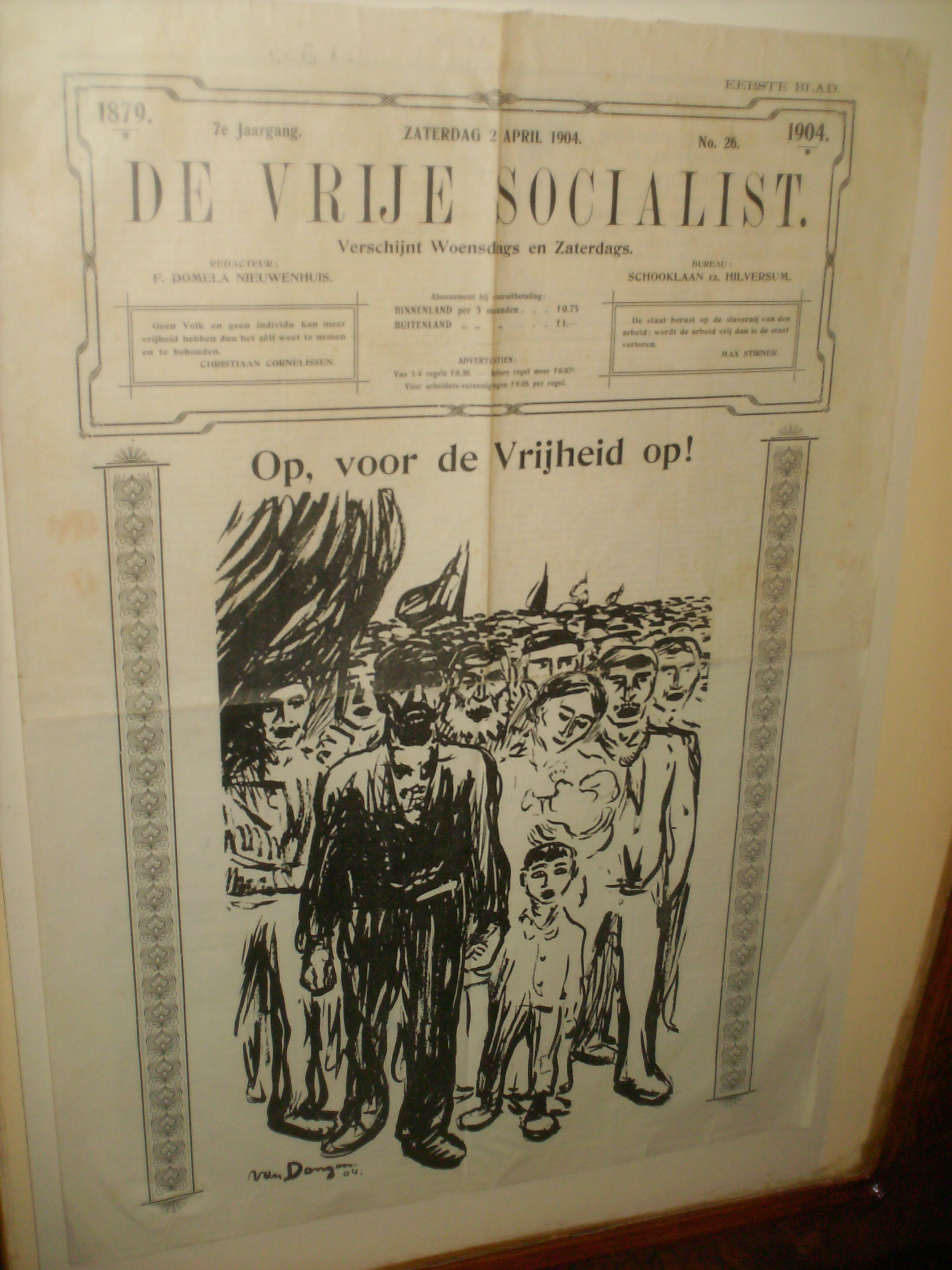
De Vrije Socialist van zaterdag 2 april 1904 zoals tentoongesteld in het Ferdinand Domela Nieuwenhuis Museum te Heerenveen

De Vrije Socialist was een libertair-socialistische en anarchistische krant welke in 1898 door de Nederlandse socialist (en later anarchist) Ferdinand Domela Nieuwenhuis werd opgericht. Het blad wisselde tussendoor meermaals van naam tussen de oorspronkelijke naam en de verkorte naam De Vrije. Het blad stopte begin jaren 90 en had zich in de laatste jaren steeds verder van het anarchisme weg bewogen. In 2004 en werd er door verschillende anarchisten onder de naam De Vrije een online project opgezet.

## Geschiedenis

### Negentiende eeuw
De stichting van de twee keer per week verschijnende krant markeerde de overstap van Domela Nieuwenhuis van het socialisme naar het anarchisme. Om het onderscheid met de in 1894 opgerichte Sociaal Democratische Arbeiders Partij te benadrukken noemde hij het blad De Vrije Socialist. De sociaaldemocratie (indertijd vaak het Duitse socialisme genoemd, onder andere omdat het het niet al te democratische democratisch centralisme aanhing) was in de ogen van Domela onvrij. Het blad (hoewel een privéuitgave van Domela) groeide uit tot landelijke spreekbuis van de anarchisten in Nederland en had een oplage van enkele duizenden exemplaren. Het werd gedrukt bij Nonhebel & Co aan de Vaartweg in Hilversum.

### Eerste helft twintigste eeuw
Nog voor de dood van Domela Nieuwenhuis in 1919 waren de redactie en de uitgave in handen van Gerhard Rijnders, die dit tot zijn dood in 1950 is blijven doen. Rijnders was een eigenzinnig heerschap dat tegen de zin van Domela Nieuwenhuis de krant na diens dood voortzette. Omdat hij weinig vernieuwingen in de krant bracht en een volkomen ondoorzichtig exploitatiebeleid voerde, besloten in 1923 de medewerkers Henk Eikeboom en Anthon Bakels om tijdelijk zelf het blad uit te gaan geven.  Dit leidde tot het zogeheten 'Libertas'-schandaal (genoemd naar de drukkerij van de krant) waarin onafhankelijk onderzoek uitwees dat het een janboel was bij De Vrije Socialist. Rijnders was het volstrekt niet eens met de aanbevelingen in het onderzoeksrapport en zette de krant als persoonlijke onderneming voort. Dit leidde ertoe dat vanaf 1925 het in Groningen verschijnende anarchistische weekblad De Arbeider de landelijke functie van De Vrije Socialist overnam. Toch wist Rijnders de uitgave voort te zetten met steun van anarchisten uit steden als Amsterdam, Haarlem, Rotterdam en Den Haag.
In de Tweede Wereldoorlog was De Vrije Socialist de enige anarchistische publicatie die doorging met verschijnen. Een verbod volgde evenwel in augustus 1940. Rijnders ging flink te keer tegen de NSB, maar waakte er voor de Duitsers al te zeer voor het hoofd te stoten. Na de oorlog vervolgde Rijnders de uitgave als weekblad en bleef dat tot zijn dood in 1950 doen. Na zijn dood zetten verschillende groepen de uitgave voort. Grote commotie ontstond begin jaren vijftig toen bleek dat Rijnders de rechten van De Vrije Socialist had verkocht aan de katholieke drukker, die eigenhandig veranderingen doorvoerde in de kopij van het blad. Dit leidde in 1952 tot de heruitgave van Recht voor Allen waar weldra ook het blad Socialisme van Onderop! in opging. Rond dit blad waren anarchisten verenigd die meenden dat de uitgave van een anarchistisch weekblad door een organisatie diende te geschieden.

### Tweede helft twintigste eeuw
Desondanks bleef De Vrije Socialist als krant tot in het begin van de jaren zestig bestaan. De uitgave kwam uiteindelijk in handen van een Rotterdamse groep die vanaf 1962 overging naar een gestencild weekblad, vanaf 1964 maandblad. De motor van deze nieuwe reeks van De Vrije was Wim de Lobel. Het element 'socialist' verdween uit de titel, omdat de toenmalige redactie dit vereenzelvigde met klassenstrijd, en de gedachte dat de anarchistische omwenteling afhing van mensen buiten de klassenmaatschappij (de de-klasse) overheerste bij de redactie. Deze gedachte was ook prominent bij Provo, dat later in de jaren zestig opkwam. Redacteuren in de jaren zestig onder anderen: Wim de Lobel,  Piet Kooijman, Hans Ramaer, Jan Bervoets, Roel van Duijn, Arthur Mendes-Georges, Marta Vooren, Gerda Ides. Vanaf 1967 verscheen het blad in offset en trok het de aandacht door surrealistische collages en tekeningen van onder anderen Arthur Moyse.
In 1972 fuseerde De Vrije - als maandblad - met het reeds genoemde blad Recht voor Allen, genoemd naar een ander blad dat opgericht was door Domela Nieuwenhuis. Dit was het orgaan van de toenmalige Federatie van Vrije Socialisten. Het ging weer De Vrije Socialist heten. Als orgaan van de Federatie van Vrije Socialisten is het tot 1979 blijven voortbestaan. Het kader van het blad was echter te klein om aan de eisen van de federatie te voldoen dat alle ingezonden kopij zou worden gepubliceerd. Daarom splitste zich reeds in 1973 de oude redactie van De Vrije af, die een onafhankelijk blad De AS oprichtte. In 1974 splitste zich het Noordelijk Gewest af, die opnieuw het blad Recht voor Allen uitgaf. In 1975 veroorzaakte een interne crisis binnen de federatie ledenuitval en daarna kwamen de autonome bewegingen op gang, die geen zin hadden in centrale federaties. Daarom constateerde het bestuur van de federatie dat die als koepel de ontwikkelingen van de anarchistische beweging in de weg stond. 
De redactie van De Vrije Socialist werd indertijd gevoerd door het Anarchistisch Kollektief Utrecht. Het was feitelijk  onafhankelijk van de niet meer bestaande federatie. Hetzelfde gold voor de overige 'organen' van de Federatie; het Internationaal Sekretariaat en het Fonds Internationale Solidariteit.
De Amsterdamse redactie maakte deel uit van de zgn. nieuwe sociale bewegingen uit die tijd (kraken, antikernenergie, antimilitarisme, totaalweigeren, anti-apartheid en Derde Wereld-beweging). De redactie functioneerde (net als eerder die in Utrecht en Groningen) ook als een journalistieke kweekvijver: veel redacteuren en medewerkers vonden elders in de media hun plaats. Behalve in de traditionele linkse boekwinkels was De Vrije inmiddels ook landelijk te krijgen bij stationskiosken en in tijdschriftenwinkels.
Van tijd tot tijd verschenen speciale uitgaven, zoals een boekwerk over de Spaanse Burgeroorlog en een Nederlandse uitgave van het Duitse blad Radikal, dat in Duitsland een verschijningsverbod had gekregen. In 1984 werkte de redactie samen met de VPRO-radio aan de productie van een themamaand over anarchisme op Hilversum 1, 2 en 3.
Eind jaren tachtig was er van de nieuwe sociale bewegingen nog maar bar weinig over en werd het noodzakelijk een breder lezerspubliek aan te boren. De redactie maakte nu een opiniemaandblad dat deed denken aan weekbladen als De Groene en Vrij Nederland maar een geheel eigen invulling had, met onder andere veel kritiek op de veranderende tijdgeest en aandacht voor onderwerpen als hacken. Inmiddels verschenen themanummers over een onderwerp als "leegte" dat zowel bijdragen kende over de leegte van het yuppendom als over de lege maag van anorexiapatiënten en het lege bed van de "happy single" als over de lege (geheel witte) schilderijen van Malevitsj. Hoewel nog steeds uiterst kritisch was de toon in de loop der jaren duidelijk losser en speelser geworden. Leesbaarheid was geen vies woord meer dat diepgang uitsloot.
Uit protest tegen de ontwikkelingen brachten orthodoxe anarchisten die spijt hadden van de onafhankelijkheid van De Vrije een eenmalige uitgave van de Vrije Socialiste uit, waarin slechts aandacht was voor hun eigen initiatieven.
De redactie van De Vrije was vanaf het begin op de hoogte van de plannen en stookte het vuurtje nog wat op. Hoewel er al lang geen banden meer waren met het georganiseerd anarchisme en het blad een geheel ander lezerspubliek bediende kon het qua marketing geen kwaad om nogmaals te benadrukken dat De Vrije inmiddels een ondogmatisch en leesbaar blad zonder ideologische veren was. Een protestuitgave was de best denkbare gratis reclame. Na de verschijning van de Vrije Socialiste bleef het echter angstwekkend stil. Daarop heeft de redactie van De Vrije de hele oplage van Atheneum Nieuwscentrum in Amsterdam opgekocht en aan al haar perscontacten verzonden, wat resulteerde in de gewenste landelijke publiciteit waarin nogmaals werd benadrukt dat het blad niets meer te maken had met het orthodoxe anarchisme.
Begin jaren negentig kreeg De Vrije een subsidie van f 50.000 van het Bedrijfsfonds voor de Pers om het blad verder te professionaliseren. Er werd door een steeds grotere groep medewerkers (redacteuren, verslaggevers, fotografen, striptekenaars) zoveel werk in gestoken om de kwaliteit van het tijdschrift verder te verbeteren en een groter publiek te bedienen dat dit niet meer op louter vrijwillige basis kon. Bovendien moest er geadverteerd worden om het bredere publiek te bereiken. De toekenning van de subsidie forceerde een doorbraak bij het Bedrijfsfonds: later kregen ook alternatieve bladen als NN met hulp van de redactie van De Vrije subsidie.
Hoewel de oplage van De Vrije gestaag groeide en campagnes om abonnees te werven succesvol waren, lukte het niet de oplage binnen het jaar waarvoor de subsidie door het Bedrijfsfonds was verstrekt op een fundamenteel hoger niveau te krijgen: het bleef net onder de vijfduizend. Daardoor zat een vervolgsubsidie er niet in. Daarom stopte het blad te verschijnen.

## Weblog
Sinds december 2004 wordt de naam De Vrije gebruikt voor een aan het anarchisme gewijd weblog. Hieraan werkte diverse oud-medewerkers van de protestuitgave van De Vrije Socialiste mee. In 2018 werd dit online project stopgezet.